# Euphorbia henricksonii
Euphorbia henricksonii es una especie fanerógama perteneciente a la familia de las euforbiáceas.  Es originaria de México y La Hispaniola.

## Taxonomía
Euphorbia heldreichii fue descrita por Urb. & Ekman y publicado en Arkiv för Botanik utgivet av K. Svenska Vetenskapsakademien 22A(8): 65. 1929.
Etimología
Euphorbia: nombre genérico que deriva del médico griego del rey Juba II de Mauritania (52 a 50 a. C. - 23), Euphorbus, en su honor – o en alusión a su gran vientre –  ya que usaba médicamente Euphorbia resinifera. En 1753 Carlos Linneo asignó el nombre a todo el género.
henricksonii: epíteto otorgado  en honor del  botánico estadounidense James Solberg Henrickson (1940-) miembro del Instituto de Investigación del Desierto de Chihuahua y recolector de plantas en el norte de México y Baja California.
Sinonimia
- Chamaesyce helwigii (Urb. & Ekman) D.G.Burch	[5][6]